# Нежданово (Брянская область)
Нежданово — деревня в Унечском районе Брянской области в составе Унечского городского поселения.

## География
Находится в центральной части Брянской области на расстоянии менее 2 км на юг по прямой от районного центра города Унеча.

## История
Основана предположительно в конце XVIII века, однако в переписях не учитывалась. В середине XX века работал колхоз «Путь Ленина», позднее в составе совхозов «Унечский», «Найтоповичский», «Аленовский». До Великой Отечественной войны преобладало белорусское население.

## Население
Численность населения: 113 человек (русские 95 %) в 2002 году, 75 в 2010.